# Малюк, Виктор Иванович
Ви́ктор Ива́нович Малю́к (5 июля 1961, Земетчино, Пензенская область, РСФСР, СССР — 1 августа 2004, Москва, Россия) — российский серийный убийца, совершивший 4 убийства в 2000—2001 годах в Москве.

## Биография

### Жизнь до убийств
Виктор Малюк родился 5 июля 1961 года в посёлке Земетчино Пензенской области, позднее переехал в Ухту. По окончании школы поступил в лесной техникум, но связывать свою жизнь с этой сферой не собирался. Малюк считал себя талантливым человеком, занимался музыкой, руководил самодеятельным ансамблем в ухтинском Дворце культуры. Посчитав, что в провинции его талант не может быть оценён, в 1998 году Малюк уехал в Москву. Он мечтал устроиться в какую-нибудь популярную группу, гастролировать и хорошо зарабатывать. Однако всюду Малюк получал отказ, деньги у него кончились, а возвращаться обратно в Ухту мешали амбиции.
Основным способом заработка для Малюка стала купля-продажа бытовой техники и электроники, которые он покупал по дешёвке, в случае надобности ремонтировал и продавал дороже. Даже когда Малюк совершал преступления, основным его доходом являлась именно спекуляция, а не добыча с убийств, что позволяет предположить, что двигала им не корысть, а желание убивать. Со временем Малюк замкнулся, стал нервным и раздражительным. А когда он понял, что рассчитывать ему на участие в музыкальных коллективах не придётся, то это повергло Малюка в непроходящую депрессию. Однажды во время очередной сделки его ограбили. На следующий день после этого он отправился на рынок, где у неизвестных лиц купил пистолет «Beretta» и несколько пачек патронов к пистолету Макарова. Дома с помощью инструментов он переделал их под «Беретту».
Впоследствии следователь по делу Малюка рассказывал:
Мне показалось, что Малюк просто хотел самоутвердиться, то бишь, если ты способен убить — значит, ты стоящий мужик.

### Убийства
23 ноября 2000 года Малюк совершил первое убийство. Его жертвой стал фотограф Максим Федан, которого Малюк выманил из дома №3 на улице Пришвина под предлогом покупки у него фотоаппарата, перед этим позвонив ему по объявлению. Малюк не планировал его убивать, но, когда Федан разозлил убийцу рассказами о своей прекрасной жизни, трижды выстрелил в него. Федан выбежал из машины, но потом упал и скончался на месте. Малюк забрал у убитого фотоаппарат и покинул место преступления. Убийцу видели из своих окон двое жителей окрестных домов. Один из них, Мехман Тарвердиев, выбежал на улицу и, не погнушавшись мародёрством, забрал у мёртвого Федана мобильный телефон. В это время его заметил милицейский патруль. Тарвердиев был задержан и впоследствии осуждён за кражу и неоказание помощи.
В мае 2001 года, занимаясь просмотром газетных объявлений, убийца обратил внимание на статью «Приговорённая к креслу», где рассказывалось о проблемах пенсионерки Галины Лебедевой, которой не уделял должного внимания её опекун Юрий Цветков. 29 мая 2001 года Малюк пришёл к Лебедевой, представился её новым опекуном, заказал в компьютерной фирме дорогостоящий ноутбук и убил пришедшего по адресу Лебедевой курьера фирмы Александра Колесникова, а затем застрелил и Лебедеву. После этого двойного убийства он вернулся на место преступления, а следователям представился другим именем. Он убедительно изобразил невиновного, поэтому его отпустили. Подозрение в этих убийствах пало на опекуна Юрия Цветкова и личную медсестру Лебедевой Анфису Козакову, но впоследствии обвинения с них были сняты.
Очередной жертвой Малюка стал 37-летний спекулянт Виктор Гусев. 7 сентября 2001 года Малюк позвонил Гусеву по объявлению о покупке ноутбука, договорился о встрече и после сделки расстрелял Гусева в кабине лифта дома номер 9 по Стартовой улице; в общей сложности он произвёл 6 выстрелов. Добычей убийцы стали 950 долларов США.

### Арест, следствие и суд
Убийца постоянно менял сим-карты при звонках потенциальным жертвам, но всегда использовал один и тот же мобильный телефон, по которому его и вычислили с помощью IMEI — уникального кода для каждого устройства.
12 марта 2002 года Малюк решился на пятое убийство. Его жертвой мог стать Александр Горенец, который выставил объявление о покупке ноутбука. Малюк отозвался на объявление, представившись Юрием, после чего оперативники, уже зная телефон Малюка, немедленно выехали на место возможного преступления, также они предупредили Горенца по мобильному телефону и проинструктировали, как он должен действовать в дальнейшем. Горенец позвонил Малюку и отложил встречу на 3 часа, сославшись на срочные дела. Убийца согласился. По истечении 3 часов Малюка задержали прямо на квартире у Горенца, за пазухой у преступника был пистолет.
Виктору Малюку было предъявлено обвинение в совершении четырёх убийств. На протяжении всего следствия и на суде убийца так ни в чём и не признался, писал множество жалоб во все инстанции. Судебно-психиатрическая экспертиза признала Виктора Малюка вменяемым и полностью отдающим себе отчёт в своих действиях.
26 декабря 2003 года Московский городской суд приговорил Виктора Малюка к пожизненному лишению свободы. С момента введения суда присяжных в Москве это был первый случай, когда все присяжные согласились с версией обвинения. Весной 2004 года Верховный суд России оставил приговор без изменения.
1 августа 2004 года, за день до отправки в колонию, Виктор Малюк покончил жизнь самоубийством, повесившись на простынях.

## В массовой культуре
- Документальный фильм «Убийство по объявлению» из цикла «Криминальная Россия» (2005)